# Зунблат, Георгий Александрович
Георгий Александрович Зунблат (1898, Петербург, Россия – 1979, Москва, СССР). Советский архитектор, специалист по проектированию жилища, теоретик и практик в области жилища нового типа, домов-коммун.

## Биография
Георгий Александрович Зундблат родился в Санкт-Петербурге
- В 1929 окончил ВХУТЕИН
- В 1925—1930 член Общества современных архитекторов (ОСА)
- В 1930 участвовал в работе секции социалистического расселения при Госплане РСФСР
- В составе бригады ОСА разрабатывал проект «Зелёного города» под Москвой.
- С 1936 преподавал в МАРХИ[1]

## Избранные проекты и постройки
в Москве:
- Проект жилого дома Наркомфина (вместе с М.Я. Гинзбургом)
- Жилой дом на Б. Грузинской улице (вместе с М.О. Барщем, 1935)
- Жилой дом сотрудников Акционерного общества «Журнально-газетного объединения (ЖУРГАЗ)», Первый Самотёчный переулок, д. 17А (вместе с М.О. Барщем, 1931-1935 гг.). Выявленный объект культурного наследия г. Москвы
- Проекты школ (вместе с М.О. Барщем)